# Ombrophytum microlepis
Ombrophytum microlepis är en tvåhjärtbladig växtart som beskrevs av B. Hansen. Ombrophytum microlepis ingår i släktet Ombrophytum och familjen Balanophoraceae. Inga underarter finns listade i Catalogue of Life.